# Salario NBA
Il salary cap ("tetto salariale") è un sistema utilizzato negli Stati Uniti per regolamentare il giro di denaro nelle leghe professionistiche sportive, che decreta qual è l'ammontare di denaro totale che ogni franchigia può pagare per gli stipendi dei propri giocatori.
Il limite massimo varia da stagione a stagione ed è calcolato in base ai profitti della lega nella stagione precedente; per esempio, nel 2006-2007 il salary cap ammontava a 53,135 milioni di dollari, mentre nel 2007-2008 era arrivato a 55,63 milioni. Nel 2008-2009 la cifra era di 58,68 milioni di dollari, nella stagione seguente è sceso a 57,7 milioni. Come in molte leghe professionistiche sportive, il salary cap serve per mantenere un certo equilibrio e per impedire ad una franchigia di acquistare tutti i giocatori migliori. Il salary cap per la stagione 2017-2018 è stato fissato a 99 milioni, mentre la luxury tax a 119 milioni. Per la stagione 2022-2023 il cap è fissato a 123,655 milioni di dollari.

## Storia
Il primo salary cap o tetto salariale targato NBA fu istituito nella metà degli anni '40, ma venne abolito dopo solo una stagione. La lega continuò a giocare senza limite di spesa per le franchigie fino alla stagione 1984-1985, nella quale la lega decise di reintrodurre il salary cap per aumentare la competitività tra le squadre ed un maggiore equilibrio economico tra le franchigie. Il primo anno il limite massimo di spesa per gli stipendi era di 3,6 milioni.

## Contratto collettivo
Il contratto collettivo (Collective Bargaining Agreement o CBA) è un accordo concluso tra la NBA e la National Basketball Players Association che detta le regole per i contratti, gli scambi, la distribuzione del reddito, il Draft NBA, il tetto salariale ed altre questioni. Nel giugno 2005 il contratto firmato nel 1999 scadde e le trattative tra la lega e l'associazione dei giocatori ricominciarono; però, alla luce del fiasco del lockout NHL della stagione 2004-2005, le due parti arrivarono presto ad un compromesso. Il nuovo accordo durerà fino alla fine della stagione 2010-2011, ma la lega può esercitare un'opzione per allungare il termine fino alla stagione successiva.

## Contratti individuali
Minimo Salariale
Il minimo salariale è il contratto minimo che una franchigia può offrire ad un giocatore, teoricamente free agent, rispettando le norme del contratto collettivo.
Il minimo salariale varia in base agli anni d'esperienza del giocatore: maggiore è questa, maggiore è il minimo salariale.
Nella tabella qui sotto sono riportati i contratti minimi in base alle stagioni e agli anni d'esperienza.
| Anni in NBA | 2013-2014  | 2014--2015 | 2015-2016  | 2016-2017  | 2017-2018  |
| ----------- | ---------- | ---------- | ---------- | ---------- | ---------- |
| 0           | $490.180   | $507,336   | $525,093   | $543,471   | $562,493   |
| 1           | $788,872   | $816,482   | $845,059   | $874,636   | $905,249   |
| 2           | $884,293   | $915,243   | $947,276   | $980,431   | $1,014,746 |
| 3           | $916,099   | $948,163   | $981,348   | $1,015,696 | $1,051,245 |
| 4           | $947,907   | $981,084   | $1,015,421 | $1,050,961 | $1,087,745 |
| 5           | $1,027,424 | $1,063,384 | $1,100,602 | $1,139,123 | $1,178,992 |
| 6           | $1,106,941 | $1,145,685 | $1,185,784 | $1,227,286 | $1,270,241 |
| 7           | $1,186,459 | $1,227,985 | $1,270,964 | $1,315,448 | $1,361,489 |
| 8           | $1,265,977 | $1,310,286 | $1,356,146 | $1,403,611 | $1,452,738 |
| 9           | $1,272,279 | $1,316,809 | $1,362,897 | $1,410,598 | $1,459,969 |
| 10+         | $1,399,507 | $1,448,490 | $1,499,187 | $1,551,659 | $1,605,967 |

Massimo salariale
Il massimo salariale è il massimo compenso che un giocatore free agent può ricevere da una franchigia; dipende dagli anni di esperienza in NBA che condizioneranno poi il livello di percentuale del tetto salariale preso in considerazione per il calcolo del massimo ammontare.
Nella tabella qui sotto sono riportati i contratti massimi in base alla stagione 2013-2014 ed agli anni di esperienza.
| Anni in NBA | Massimo salariale possibile | 2013-2014   |
| ----------- | --------------------------- | ----------- |
| 0-6         | 25% del tetto salariale     | $14,746,000 |
| 7-9         | 30% del tetto salariale     | $17,695,200 |
| 10+         | 35% del tetto salariale     | $20,644,400 |

## Spese franchigie[5]
| Squadra                | 2019-2020    |
| ---------------------- | ------------ |
| Portland Trail Blazers | $141,104,781 |
| Golden State Warriors  | $137,483,287 |
| Miami Heat             | $136,531,692 |
| Houston Rockets        | $136,159,656 |
| Milwaukee Bucks        | $134,069,576 |
| Oklahoma City Thunder  | $133,664,718 |
| Detroit Pistons        | $132,092,246 |
| Los Angeles Clippers   | $131,799,711 |
| Denver Nuggets         | $131,770,084 |
| Orlando Magic          | $130,700,561 |
| Washington Wizards     | $129,170,090 |
| Philadelphia 76ers     | $127,602,914 |
| Cleveland Cavaliers    | $126,931,788 |
| Brooklyn Nets          | $126,724,568 |
| Memphis Grizzlies      | $125,241,931 |
| Charlotte Hornets      | $124,235,791 |
| San Antonio Spurs      | $123,332,253 |
| Toronto Raptors        | $123,108,207 |
| Los Angeles Lakers     | $122,856,068 |
| Boston Celtics         | $122,834,681 |
| Minnesota Timberwolves | $122,380,671 |
| Utah Jazz              | $122,004,128 |
| Dallas Mavericks       | $121,057,093 |
| Phoenix Suns           | $120,814,820 |
| Sacramento Kings       | $120,157,601 |
| New Orleans Pelicans   | $117,325,921 |
| Indiana Pacers         | $114,708,526 |
| Chicago Bulls          | $114,665,634 |
| New York Knicks        | $113,203,706 |
| Atlanta Hawks          | $106,982,386 |

## Contratti più alti[6]
I contratti qui sotto riportati si riferiscono alla stagione 2019-2020:
1. Stephen Curry  (Golden State Warriors)  40.231.758 $
2. Chris Paul  (Golden State Warriors)  38.506.482 $
3. Russell Westbrook  (Los Angeles Clippers)  38.178.000 $
4. James Harden  (Philadelphia 76ers)  37.800.000 $
5. John Wall  (Houston Rockets)  37.800.000 $
6. LeBron James  (Los Angeles Lakers)  37.436.858 $
7. Kevin Durant  (Brooklyn Nets)  37.199.000 $
8. Kemba Walker (New York Knicks) 34.379.100 $
9. Blake Griffin  (Brooklyn Nets)  34.234.964 $
10. Kyle Lowry  (Miami Heat)  33.396.296 $

Qui di seguito, invece, sono riportati i 5 giocatori dell'NBA più ricchi in attività (considerando anche i contratti di sponsorizzazione) per la stagione 2020-2021:
1. LeBron James (Los Angeles Lakers) 92.400.000 $
2. Stephen Curry  (Golden State Warriors)  82.500.000 $
3. Kevin Durant  (Brooklyn Nets)  72.200.000 $
4. Russell Westbrook  (Los Angeles Lakers)  56.500.000 $
5. James Harden  (Philadelphia 76ers)  55.200.000 $